# Акакије Станковић
Епископ утешитељевски Акакије, рођен Немања Станковић (Осијек, 22. јун 1971) поглавар је Српске истински православне цркве.

## Биографија
Станковић је рођен 22. јуна 1971. у Осијеку,  од оца Мирољуба и мајке Слађане. Основну и средњу уметничку школу (одсек графички дизајн) завршио је у Новом Саду. Образовање је наставио у Атини где је на Уметничкој академији (Схоли Калон Технон) успешно завршио вишу школу византијске уметности (иконе, фрескопис, мозаик) у класи познатог професора Константина Ксенопулоса (ученика Фотија Кондоглуа).
По повратку из Атине (1993) постаје искушеник у манастиру Ковиљ у Бачкој епархији Српске православне цркве. Ту проводи око осам месеци. Затим из манастира Ковиљ одлази на Свету гору (Скит Кавсокаливија и Кареја). За време боравка на Светој гори прекида општење са Православном црквом и придружује се светогорским зилотима из манастира Есфигмен (1995). Као светогорски зилот, услед прогона, бива замонашен у катакомбним условима добивши монашко име Акакије (по преподобном Акакију Кавсокаливијском). Због озбиљне болести одлази за Атину где у грчком старокалендарском манастиру Ваиофорос (Атичка област) од архимандрита Филарета прима велику схиму. Потом се враћа у Србију где на Фрушкој гори, на родитељском имању, оснива манастир Светих Методија и Кирила.
Године 1997. у Грчкој бива рукоположен у чин јеромонаха од стране Грчке старокалендарске цркве којом је председавао Хризостом (Киусис), архиепископ атински и целе Јеладе. Његовим залагањем по Србији ниче још неколико „истински православних манастира“ и парохија за чије је опслуживање рукоположено неколико нових свештенослужитеља. Од самога почетка, уз борбу за препород истинског православља у Србији, борио се и за право Српске истински православне цркве на самосталност у односу на Грчку ИПЦ. Био је један од иницијатора и активни учесник преговора о успостављању јединства двеју истински православних цркава, Грчке и Руске. Временом, пријатељски односи са Руском истински православном црквом све више су јачали.
Епископску хиротонију Акакија извршили су јерарси Руске ИПЦ под председавањем владике Тихона, архиепископа омског и сибирског. Хиротонија је обављена 15. августа 2011. године у Свето-Богородичином манастиру Лесна — историјском манастиру Руске заграничне цркве који се налази у Нормандији у Француској.
Поред манастира Утешитељево најчешће место његовог боравка је манастира Нови Стјеник на Кучају чије је он оснивач и духовник. Епископска резиденција у манастиру Нови Стјеник је молчаница на стени подно Микуљског камена посвећена светом Јовану Богослову .
Августа 2014. због организовања „Светолазаревог православног кампа“, у којем су деца носила униформисана одела, учена да пуцају из ваздушних пушака, полиција је рекла да ће испитати случај.
Седиште му је манастир Утешитељево у селу Раљи.
На Црквено-народном Сабору Српске ИПЦ октобра 2013. изабран је за председника Архијерејског Савета Српске ИПЦ. У састав Архијерејског Савета СИПЦ улази још и епископ Нектарије Шумадијски (Иванковић).